# César Hernández (volley-ball)
Pour les articles homonymes, voir Hernández et César Hernández.
César Hernández González, né le 24 octobre 1977 à Madrid en Espagne, est un entraîneur espagnol de volley-ball.

## Biographie

### Carrière
Il commence son parcours d'entraîneur dans des clubs espagnols. Il intègre également la sélection nationale féminine dans différents rôles.
Lors de la saison 2016-2017, il effectue un premier passage dans le Championnat de France en tant qu’adjoint de Carlo Parisi (it) à l'ES Le Cannet. 
En 2019, il devient le sélectionneur adjoint de l’équipe nationale de Corée du Sud, avec laquelle il prend la quatrième place lors des Jeux olympiques de Tokyo. Dans le même temps, il devient aussi l'adjoint de Giovanni Guidetti (it) au club turc de Vakıfbank Istanbul, où il remporte notamment la Ligue des champions en 2022 et 2023 ainsi que le Championnat du monde des clubs en 2021.
En 2023, il est recruté par les Neptunes de Nantes. Lors de la saison 2023-2024, il parvient à hisser l'équipe jusqu'en finale de la Challenge Cup (C3). Les Nantaises s'inclinent par deux fois face à la formation italienne d'AGIL Novare (0-3 ; 1-3). Le 30 mars 2024, il remporte la Coupe de France après la victoire en finale contre Mulhouse. À l'issue de la saison de Ligue AF, il s'incline en finale des play-offs face au Levallois Paris SC.
Le 6 décembre 2024, la Fédération française de volley officialise sa nomination au poste de sélectionneur de l'équipe de France féminine, succédant ainsi à Émile Rousseaux.
Il quitte les Neptunes de Nantes à l'issue de l'exercice 2024-2025, en étant vice-champion de France de Saforelle Power 6,.

## Palmarès

### En tant qu'entraîneur principal
- Challenge Cup :
  - Finaliste en 2024.

- Championnat de France :
  - Finaliste en 2024, 2025.

- Coupe de France (1) :
  - Vainqueur en 2024.
  - Finaliste en 2025.

- Supercoupe de France (1) :
  - Vainqueur en 2024.

### Distinctions individuelles
- Meilleur entraîneur du championnat de France 2023-2024.